# Hans Beletz
Hans Beletz (* 30. Mai 1954 in Graz) ist ein österreichischer bildender Künstler.

## Leben
Der 1954 in Graz geborene Beletz machte zuerst eine Einzelhandelskaufmannslehre und war ab 1980 Handelsvertreter für Damenbekleidung. In den 1980er Jahren begann er mit der Malerei und besuchte 1983 den Lehrgang für Landschaftsmalerei bei Claus Pack (1921–1997) in Graz. Im selben Jahr folgte die erste Ausstellung in der Galerie Schillerhof unter Galerieleiter Bernhard Eisendle, danach Ausstellungen in Österreich, Deutschland, Italien und den USA.
Die Arbeiten von Beletz wurden vom Franzosen Raoul Dufy, dem Wiener Kurt Moldovan und von Wilhelm Thöny (wie Beletz in Graz geboren) stark beeinflusst. Beletz begann als Landschaftsmaler, der sich vor allem mit Tusche und Aquarellfarben ausdrückte. In den letzten Jahren hat er sich verstärkt der Ölmalerei zugewandt.

## Ausstellungsverzeichnis (Auszug)
- 2014 Hofgalerie-Steiermarkhof, Graz: Retrospektive 60 Jahre Hans Beletz veranstaltet von der Landesregierung Steiermark[1]
- 2013 „Vielschichtig“ im Kunsthaus Rust[2]
- 2008 Krainerhaus, Graz
- 2005 Rumänische Botschaft, Wien
- 2002 ORF Steiermark, Graz
- 2001 Schloss Prösels, Italien
- 2001 Künstlerhaus Graz
- 2001 Akademie der Wissenschaften, Graz[3]
- 2000 Van de Griff Galerie, Santa Fe, USA
- 1996 Kulturhaus Völs, Südtirol
- 1995 Joanneum Ecksaal, Graz
- 1988 Galerie Karlshof, München, Deutschland

## Illustrationen
- Aquarell-Illustrationen zu: Johannes Nestroy: Der Panther Theobald: die denkwürdigen Erlebnisse an der Seite des steirischen Wappentieres, Schnider, Graz 1996, ISBN 3-900993-67-X.
- Illustrationen zu Werner Huemer: Lebensnähe: 12 Erzählungen. Huemer Mediaverlag, Hart-Purgstall 2012, ISBN 978-3-902418-07-4

## Schriften
- (zusammen mit Alois Hergouth): Graz: der Maler und seine Stadt, Graz 2004.

## Ehrungen und Auszeichnungen
- Ehrenzeichen der Stadt Graz in Silber